# Évosges
Évosges település Franciaországban, Ain megyében. Lakosainak száma 143 fő (2022. január 1.). Évosges Aranc, Argis, Chaley, Oncieu, Tenay és Plateau d'Hauteville községekkel határos.

## Népesség
A település népességének változása:
| Lakosok száma | 114  | 104  | 101  | 128  | 143  | 145  | 145  | 143  | 142  | 143  |
|               | 1968 | 1982 | 1990 | 2006 | 2011 | 2016 | 2017 | 2019 | 2020 | 2022 |